# アーカンソー州選出のアメリカ合衆国上院議員
以下は、アーカンソー州選出のアメリカ合衆国上院議員の一覧である。
アーカンソー州は、1836年6月15日に連邦に加わった。同州の上院での議席は、連邦からの離脱により、1861年7月に空席とされた。1868年6月以降、再び元に戻された。

## 上院議員一覧
| 第2部 第2部の上院議員は西暦年を6で除算したときの剰余が3と等しい年が任期末である。最近では2002年, 2008年,2014年,2020年に改選されている。次の選挙は2026年を予定している。 | 第2部 第2部の上院議員は西暦年を6で除算したときの剰余が3と等しい年が任期末である。最近では2002年, 2008年,2014年,2020年に改選されている。次の選挙は2026年を予定している。 | 第2部 第2部の上院議員は西暦年を6で除算したときの剰余が3と等しい年が任期末である。最近では2002年, 2008年,2014年,2020年に改選されている。次の選挙は2026年を予定している。 | 第2部 第2部の上院議員は西暦年を6で除算したときの剰余が3と等しい年が任期末である。最近では2002年, 2008年,2014年,2020年に改選されている。次の選挙は2026年を予定している。 | 第2部 第2部の上院議員は西暦年を6で除算したときの剰余が3と等しい年が任期末である。最近では2002年, 2008年,2014年,2020年に改選されている。次の選挙は2026年を予定している。 | 第2部 第2部の上院議員は西暦年を6で除算したときの剰余が3と等しい年が任期末である。最近では2002年, 2008年,2014年,2020年に改選されている。次の選挙は2026年を予定している。 | 議会  | 第3部 第3部の上院議員は西暦年を6で除算したときの剰余が5と等しい年が任期末である。最近では1998年, 2004年,2010年, 2016年に改選されている。次の選挙は2022年を予定している。 | 第3部 第3部の上院議員は西暦年を6で除算したときの剰余が5と等しい年が任期末である。最近では1998年, 2004年,2010年, 2016年に改選されている。次の選挙は2022年を予定している。 | 第3部 第3部の上院議員は西暦年を6で除算したときの剰余が5と等しい年が任期末である。最近では1998年, 2004年,2010年, 2016年に改選されている。次の選挙は2022年を予定している。 | 第3部 第3部の上院議員は西暦年を6で除算したときの剰余が5と等しい年が任期末である。最近では1998年, 2004年,2010年, 2016年に改選されている。次の選挙は2022年を予定している。 | 第3部 第3部の上院議員は西暦年を6で除算したときの剰余が5と等しい年が任期末である。最近では1998年, 2004年,2010年, 2016年に改選されている。次の選挙は2022年を予定している。 | 第3部 第3部の上院議員は西暦年を6で除算したときの剰余が5と等しい年が任期末である。最近では1998年, 2004年,2010年, 2016年に改選されている。次の選挙は2022年を予定している。 |
| # | 氏名 | 所属政党 | 在職期間 | 選挙歴 | 任期 | 議会  | 任期 | 選挙歴 | 在職期間 | 所属政党 | 氏名 | # |
| 1 | ウィリアム・S・フルトン | ジャクソン党 | 1836年9月18日 – 1844年8月15日 | 1836年選出 | 1 | 24    | 1 | 1836年選出 | 1836年9月18日 – 1848年3月15日 | ジャクソン党 | アンブロウズ・H・セヴィアー | 1 |
| 1 | ウィリアム・S・フルトン | 民主党 | 1836年9月18日 – 1844年8月15日 | 1836年選出 | 1 | 25    | 2 | 1837年再選 | 1836年9月18日 – 1848年3月15日 | 民主党 | アンブロウズ・H・セヴィアー | 1 |
| 1 | ウィリアム・S・フルトン | 民主党 | 1836年9月18日 – 1844年8月15日 | 1836年選出 | 1 | 26    | 2 | 1837年再選 | 1836年9月18日 – 1848年3月15日 | 民主党 | アンブロウズ・H・セヴィアー | 1 |
| 1 | ウィリアム・S・フルトン | 民主党 | 1836年9月18日 – 1844年8月15日 | 1840年再選 死去 | 2 | 27    | 2 | 1837年再選 | 1836年9月18日 – 1848年3月15日 | 民主党 | アンブロウズ・H・セヴィアー | 1 |
| 1 | ウィリアム・S・フルトン | 民主党 | 1836年9月18日 – 1844年8月15日 | 1840年再選 死去 | 2 | 28    | 3 | 1843年再選 辞職 | 1836年9月18日 – 1848年3月15日 | 民主党 | アンブロウズ・H・セヴィアー | 1 |
| 空席 | 空席 | 空席 | 1844年8月15日 – 1844年11月8日 | | 2 | 28    | 3 | 1843年再選 辞職 | 1836年9月18日 – 1848年3月15日 | 民主党 | アンブロウズ・H・セヴィアー | 1 |
| 2 | チェスター・アシュリー | 民主党 | 1844年11月8日 – 1848年4月29日 | フルトンの任期を満了するため選出 | 2 | 28    | 3 | 1843年再選 辞職 | 1836年9月18日 – 1848年3月15日 | 民主党 | アンブロウズ・H・セヴィアー | 1 |
| 2 | チェスター・アシュリー | 民主党 | 1844年11月8日 – 1848年4月29日 | フルトンの任期を満了するため選出 | 2 | 29    | 3 | 1843年再選 辞職 | 1836年9月18日 – 1848年3月15日 | 民主党 | アンブロウズ・H・セヴィアー | 1 |
| 2 | チェスター・アシュリー | 民主党 | 1844年11月8日 – 1848年4月29日 | 1846年選出 死去 | 3 | 30    | 3 | 1843年再選 辞職 | 1836年9月18日 – 1848年3月15日 | 民主党 | アンブロウズ・H・セヴィアー | 1 |
| 2 | チェスター・アシュリー | 民主党 | 1844年11月8日 – 1848年4月29日 | 1846年選出 死去 | 3 | 30    | 3 | | 1848年3月15日 – 1848年3月30日 | 空席 | 空席 | 空席 |
| 2 | チェスター・アシュリー | 民主党 | 1844年11月8日 – 1848年4月29日 | 1846年選出 死去 | 3 | 30    | 3 | セヴィアーの任期を満了するため任命 | 1848年3月30日 – 1853年4月11日 | 民主党 | ソロン・ボーランド | 2 |
| 空席 | 空席 | 空席 | 1848年4月29日 – 1848年5月12日 | | 3 | 30    | 3 | セヴィアーの任期を満了するため任命 | 1848年3月30日 – 1853年4月11日 | 民主党 | ソロン・ボーランド | 2 |
| 3 | ウィリアム・K・セバスティアン | 民主党 | 1848年5月12日 – 1861年7月11日 | アシュリーの任期を引き継ぐため任命 1848年11月17日アシュリーの任期を満了するため選出                                                                                     | 3 | 30    | 3 | セヴィアーの任期を満了するため任命 | 1848年3月30日 – 1853年4月11日 | 民主党 | ソロン・ボーランド | 2 |
| 3 | ウィリアム・K・セバスティアン | 民主党 | 1848年5月12日 – 1861年7月11日 | アシュリーの任期を引き継ぐため任命 1848年11月17日アシュリーの任期を満了するため選出                                                                                     | 3 | 31    | 4 | 1848年選出 辞職 | 1848年3月30日 – 1853年4月11日 | 民主党 | ソロン・ボーランド | 2 |
| 3 | ウィリアム・K・セバスティアン | 民主党 | 1848年5月12日 – 1861年7月11日 | アシュリーの任期を引き継ぐため任命 1848年11月17日アシュリーの任期を満了するため選出                                                                                     | 3 | 32    | 4 | 1848年選出 辞職 | 1848年3月30日 – 1853年4月11日 | 民主党 | ソロン・ボーランド | 2 |
| 3 | ウィリアム・K・セバスティアン | 民主党 | 1848年5月12日 – 1861年7月11日 | 1853年選出 | 4 | 33    | 4 | 1848年選出 辞職 | 1848年3月30日 – 1853年4月11日 | 民主党 | ソロン・ボーランド | 2 |
| 3 | ウィリアム・K・セバスティアン | 民主党 | 1848年5月12日 – 1861年7月11日 | 1853年選出 | 4 | 33    | 4 | | 1853年4月11日 – 1853年7月6日 | 空席 | 空席 | 空席 |
| 3 | ウィリアム・K・セバスティアン | 民主党 | 1848年5月12日 – 1861年7月11日 | 1853年選出 | 4 | 33    | 4 | ボーランドの任期を引き継ぐため任命 1854年11月10日ボーランドの任期を満了するため選出                                                                                      | 1853年7月6日 – 1861年3月3日 | 民主党 | ロバート・W・ジョンソン | 3 |
| 3 | ウィリアム・K・セバスティアン | 民主党 | 1848年5月12日 – 1861年7月11日 | 1853年選出 | 4 | 34    | 6 | 1855年再選 引退 | 1853年7月6日 – 1861年3月3日 | 民主党 | ロバート・W・ジョンソン | 3 |
| 3 | ウィリアム・K・セバスティアン | 民主党 | 1848年5月12日 – 1861年7月11日 | 1853年選出 | 4 | 35    | 6 | 1855年再選 引退 | 1853年7月6日 – 1861年3月3日 | 民主党 | ロバート・W・ジョンソン | 3 |
| 3 | ウィリアム・K・セバスティアン | 民主党 | 1848年5月12日 – 1861年7月11日 | 1859年再選 罷免 (1877年上院が罷免解除) | 5 | 36    | 6 | 1855年再選 引退 | 1853年7月6日 – 1861年3月3日 | 民主党 | ロバート・W・ジョンソン | 3 |
| 3 | ウィリアム・K・セバスティアン | 民主党 | 1848年5月12日 – 1861年7月11日 | 1859年再選 罷免 (1877年上院が罷免解除) | 5 | 37    | 7 | 1860年 or 1861年選出 アメリカ連合国支援のため罷免 | 1861年3月4日 – 1861年7月11日 | 民主党 | チャールズ・B・ミッチェル | 4 |
| 空席 | 空席 | 空席 | 1861年7月11日 – 1868年6月22日 | 南北戦争とレコンストラクション | 5 | 37    | 7 | 南北線等とレコンストラクション | 1861年7月11日 – 1868年6月23日 | 空席 | 空席 | 空席 |
| 空席 | 空席 | 空席 | 1861年7月11日 – 1868年6月22日 | 南北戦争とレコンストラクション | 5 | 38    | 7 | 南北線等とレコンストラクション | 1861年7月11日 – 1868年6月23日 | 空席 | 空席 | 空席 |
| 空席 | 空席 | 空席 | 1861年7月11日 – 1868年6月22日 | 南北戦争とレコンストラクション | 6 | 39    | 7 | 南北線等とレコンストラクション | 1861年7月11日 – 1868年6月23日 | 空席 | 空席 | 空席 |
| 空席 | 空席 | 空席 | 1861年7月11日 – 1868年6月22日 | 南北戦争とレコンストラクション | 6 | 40    | 8 | 南北線等とレコンストラクション | 1861年7月11日 – 1868年6月23日 | 空席 | 空席 | 空席 |
| 4 | アレグザンダー・マクドナルド | 共和党 | 1868年6月22日 – 1871年3月3日 | 空席間の任期を満了するため選出 再選に失敗 | 6 | 40    | 8 | 南北線等とレコンストラクション | 1861年7月11日 – 1868年6月23日 | 空席 | 空席 | 空席 |
| 4 | アレグザンダー・マクドナルド | 共和党 | 1868年6月22日 – 1871年3月3日 | 空席間の任期を満了するため選出 再選に失敗 | 6 | 40    | 8 | 空席間の任期を満了するため選出 引退 or 再選に失敗 | 1868年6月23日 – 1873年3月3日 | 共和党 | ベンジャミン・F・ライス | 5 |
| 4 | アレグザンダー・マクドナルド | 共和党 | 1868年6月22日 – 1871年3月3日 | 空席間の任期を満了するため選出 再選に失敗 | 6 | 41    | 8 | 空席間の任期を満了するため選出 引退 or 再選に失敗 | 1868年6月23日 – 1873年3月3日 | 共和党 | ベンジャミン・F・ライス | 5 |
| 5 | パウエル・クレイトン | 共和党 | 1871年3月4日 – 1877年3月3日 | 1870年選出 引退 or 再選に失敗 | 7 | 42    | 8 | 空席間の任期を満了するため選出 引退 or 再選に失敗 | 1868年6月23日 – 1873年3月3日 | 共和党 | ベンジャミン・F・ライス | 5 |
| 5 | パウエル・クレイトン | 共和党 | 1871年3月4日 – 1877年3月3日 | 1870年選出 引退 or 再選に失敗 | 7 | 43    | 9 | 1872年 or 1873年選出 引退 | 1873年3月4日 – 1879年3月3日 | 共和党 | スティーヴン・W・ダーシー | 6 |
| 5 | パウエル・クレイトン | 共和党 | 1871年3月4日 – 1877年3月3日 | 1870年選出 引退 or 再選に失敗 | 7 | 44    | 9 | 1872年 or 1873年選出 引退 | 1873年3月4日 – 1879年3月3日 | 共和党 | スティーヴン・W・ダーシー | 6 |
| 6 | オーガスタス・H・ガーランド | 民主党 | 1877年3月4日 – 1885年3月6日 | 1876年選出 | 8 | 45    | 9 | 1872年 or 1873年選出 引退 | 1873年3月4日 – 1879年3月3日 | 共和党 | スティーヴン・W・ダーシー | 6 |
| 6 | オーガスタス・H・ガーランド | 民主党 | 1877年3月4日 – 1885年3月6日 | 1876年選出 | 8 | 46    | 10 | 1878年選出 引退 | 1879年3月4日 – 1885年3月3日 | 民主党 | ジェイムズ・D・ウォーカー | 7 |
| 6 | オーガスタス・H・ガーランド | 民主党 | 1877年3月4日 – 1885年3月6日 | 1876年選出 | 8 | 47    | 10 | 1878年選出 引退 | 1879年3月4日 – 1885年3月3日 | 民主党 | ジェイムズ・D・ウォーカー | 7 |
| 6 | オーガスタス・H・ガーランド | 民主党 | 1877年3月4日 – 1885年3月6日 | 1883年再選 司法長官就任のため辞職 | 9 | 48    | 10 | 1878年選出 引退 | 1879年3月4日 – 1885年3月3日 | 民主党 | ジェイムズ・D・ウォーカー | 7 |
| 6 | オーガスタス・H・ガーランド | 民主党 | 1877年3月4日 – 1885年3月6日 | 1883年再選 司法長官就任のため辞職 | 9 | 49    | 10 | 1885年選出 | 1885年3月4日 – 1903年3月3日 | 民主党 | ジェイムズ・K・ジョーンズ | 8 |
| 空席 | 空席 | 空席 | 1885年3月6日 – 1885年3月20日 | | 9 | 49    | 10 | 1885年選出 | 1885年3月4日 – 1903年3月3日 | 民主党 | ジェイムズ・K・ジョーンズ | 8 |
| 7 | ジェイムズ・H・ベリー | 民主党 | 1885年3月20日 – 1907年3月3日 | ガーランドの任期を満了するため選出 | 9 | 49    | 10 | 1885年選出 | 1885年3月4日 – 1903年3月3日 | 民主党 | ジェイムズ・K・ジョーンズ | 8 |
| 7 | ジェイムズ・H・ベリー | 民主党 | 1885年3月20日 – 1907年3月3日 | ガーランドの任期を満了するため選出 | 9 | 50    | 10 | 1885年選出 | 1885年3月4日 – 1903年3月3日 | 民主党 | ジェイムズ・K・ジョーンズ | 8 |
| 7 | ジェイムズ・H・ベリー | 民主党 | 1885年3月20日 – 1907年3月3日 | 1889年再選 | 10 | 51    | 10 | 1885年選出 | 1885年3月4日 – 1903年3月3日 | 民主党 | ジェイムズ・K・ジョーンズ | 8 |
| 7 | ジェイムズ・H・ベリー | 民主党 | 1885年3月20日 – 1907年3月3日 | 1889年再選 | 10 | 52    | 11 | 1891年再選 | 1885年3月4日 – 1903年3月3日 | 民主党 | ジェイムズ・K・ジョーンズ | 8 |
| 7 | ジェイムズ・H・ベリー | 民主党 | 1885年3月20日 – 1907年3月3日 | 1889年再選 | 10 | 53    | 11 | 1891年再選 | 1885年3月4日 – 1903年3月3日 | 民主党 | ジェイムズ・K・ジョーンズ | 8 |
| 7 | ジェイムズ・H・ベリー | 民主党 | 1885年3月20日 – 1907年3月3日 | 1895年再選 | 11 | 54    | 11 | 1891年再選 | 1885年3月4日 – 1903年3月3日 | 民主党 | ジェイムズ・K・ジョーンズ | 8 |
| 7 | ジェイムズ・H・ベリー | 民主党 | 1885年3月20日 – 1907年3月3日 | 1895年再選 | 11 | 55    | 12 | 1897年再選 再選に失敗 | 1885年3月4日 – 1903年3月3日 | 民主党 | ジェイムズ・K・ジョーンズ | 8 |
| 7 | ジェイムズ・H・ベリー | 民主党 | 1885年3月20日 – 1907年3月3日 | 1895年再選 | 11 | 56    | 12 | 1897年再選 再選に失敗 | 1885年3月4日 – 1903年3月3日 | 民主党 | ジェイムズ・K・ジョーンズ | 8 |
| 7 | ジェイムズ・H・ベリー | 民主党 | 1885年3月20日 – 1907年3月3日 | 1901年再選 再選に失敗 | 12 | 57    | 12 | 1897年再選 再選に失敗 | 1885年3月4日 – 1903年3月3日 | 民主党 | ジェイムズ・K・ジョーンズ | 8 |
| 7 | ジェイムズ・H・ベリー | 民主党 | 1885年3月20日 – 1907年3月3日 | 1901年再選 再選に失敗 | 12 | 58    | 13 | 1903年選出 | 1903年3月4日 – 1916年10月1日 | 民主党 | ジェイムズ・P・クラーク | 9 |
| 7 | ジェイムズ・H・ベリー | 民主党 | 1885年3月20日 – 1907年3月3日 | 1901年再選 再選に失敗 | 12 | 59    | 13 | 1903年選出 | 1903年3月4日 – 1916年10月1日 | 民主党 | ジェイムズ・P・クラーク | 9 |
| 8 | ジェフ・デイヴィス | 民主党 | 1907年3月4日 – 1913年1月3日 | 1907年1月29日選出 死去 | 13 | 60    | 13 | 1903年選出 | 1903年3月4日 – 1916年10月1日 | 民主党 | ジェイムズ・P・クラーク | 9 |
| 8 | ジェフ・デイヴィス | 民主党 | 1907年3月4日 – 1913年1月3日 | 1907年1月29日選出 死去 | 13 | 61    | 14 | 1909年再選 | 1903年3月4日 – 1916年10月1日 | 民主党 | ジェイムズ・P・クラーク | 9 |
| 8 | ジェフ・デイヴィス | 民主党 | 1907年3月4日 – 1913年1月3日 | 1907年1月29日選出 死去 | 13 | 62    | 14 | 1909年再選 | 1903年3月4日 – 1916年10月1日 | 民主党 | ジェイムズ・P・クラーク | 9 |
| 空席 | 空席 | 空席 | 1913年1月3日 – 1913年1月6日 | | 13 |       | 14 | 1909年再選 | 1903年3月4日 – 1916年10月1日 | 民主党 | ジェイムズ・P・クラーク | 9 |
| 9 | ジョン・N・ハイスケル | 民主党 | 1913年1月6日 – 1913年1月29日 | デイヴィスの任期を引き継ぐため任命 後継の議員資格取得 | 13 |       | 14 | 1909年再選 | 1903年3月4日 – 1916年10月1日 | 民主党 | ジェイムズ・P・クラーク | 9 |
| 10 | ウィリアム・M・カバナー | 民主党 | 1913年1月29日 – 1913年3月3日 | デイヴィスの任期を満了するため選出 引退 | 13 |       | 14 | 1909年再選 | 1903年3月4日 – 1916年10月1日 | 民主党 | ジェイムズ・P・クラーク | 9 |
| 11 | ジョーゼフ・ロビンソン | 民主党 | 1913年3月4日 – 1937年7月14日 | 1913年1月29日選出 | 14 | 63    | 14 | 1909年再選 | 1903年3月4日 – 1916年10月1日 | 民主党 | ジェイムズ・P・クラーク | 9 |
| 11 | ジョーゼフ・ロビンソン | 民主党 | 1913年3月4日 – 1937年7月14日 | 1913年1月29日選出 | 14 | 64    | 15 | 1915年再選 死去 | 1903年3月4日 – 1916年10月1日 | 民主党 | ジェイムズ・P・クラーク | 9 |
| 11 | ジョーゼフ・ロビンソン | 民主党 | 1913年3月4日 – 1937年7月14日 | 1913年1月29日選出 | 14 | 64    | 15 | | 1916年10月1日 – 1916年11月8日 | 空席 | 空席 | 空席 |
| 11 | ジョーゼフ・ロビンソン | 民主党 | 1913年3月4日 – 1937年7月14日 | 1913年1月29日選出 | 14 | 64    | 15 | クラークの任期を満了するため選出 再指名に失敗 | 1916年11月8日 – 1921年3月3日 | 民主党 | ウィリアム・F・カービー | 10 |
| 11 | ジョーゼフ・ロビンソン | 民主党 | 1913年3月4日 – 1937年7月14日 | 1913年1月29日選出 | 14 | 65    | 15 | クラークの任期を満了するため選出 再指名に失敗 | 1916年11月8日 – 1921年3月3日 | 民主党 | ウィリアム・F・カービー | 10 |
| 11 | ジョーゼフ・ロビンソン | 民主党 | 1913年3月4日 – 1937年7月14日 | 1918年再選 | 15 | 66    | 15 | クラークの任期を満了するため選出 再指名に失敗 | 1916年11月8日 – 1921年3月3日 | 民主党 | ウィリアム・F・カービー | 10 |
| 11 | ジョーゼフ・ロビンソン | 民主党 | 1913年3月4日 – 1937年7月14日 | 1918年再選 | 15 | 67    | 16 | 1920年選出 | 1921年3月4日 – 1931年11月6日 | 民主党 | サディアス・H・キャラウェイ | 11 |
| 11 | ジョーゼフ・ロビンソン | 民主党 | 1913年3月4日 – 1937年7月14日 | 1918年再選 | 15 | 68    | 16 | 1920年選出 | 1921年3月4日 – 1931年11月6日 | 民主党 | サディアス・H・キャラウェイ | 11 |
| 11 | ジョーゼフ・ロビンソン | 民主党 | 1913年3月4日 – 1937年7月14日 | 1924年再選 | 16 | 69    | 16 | 1920年選出 | 1921年3月4日 – 1931年11月6日 | 民主党 | サディアス・H・キャラウェイ | 11 |
| 11 | ジョーゼフ・ロビンソン | 民主党 | 1913年3月4日 – 1937年7月14日 | 1924年再選 | 16 | 70    | 17 | 1926年再選 死去 | 1921年3月4日 – 1931年11月6日 | 民主党 | サディアス・H・キャラウェイ | 11 |
| 11 | ジョーゼフ・ロビンソン | 民主党 | 1913年3月4日 – 1937年7月14日 | 1924年再選 | 16 | 71    | 17 | 1926年再選 死去 | 1921年3月4日 – 1931年11月6日 | 民主党 | サディアス・H・キャラウェイ | 11 |
| 11 | ジョーゼフ・ロビンソン | 民主党 | 1913年3月4日 – 1937年7月14日 | 1930年再選 | 17 | 72    | 17 | 1926年再選 死去 | 1921年3月4日 – 1931年11月6日 | 民主党 | サディアス・H・キャラウェイ | 11 |
| 11 | ジョーゼフ・ロビンソン | 民主党 | 1913年3月4日 – 1937年7月14日 | 1930年再選 | 17 | 72    | 17 | | 1931年11月6日 – 1931年11月13日 | 空席 | 空席 | 空席 |
| 11 | ジョーゼフ・ロビンソン | 民主党 | 1913年3月4日 – 1937年7月14日 | 1930年再選 | 17 | 72    | 17 | 夫の任期を満了するため任命 1932年1月12日夫の任期を満了するため選出 | 1931年11月13日 – 1945年1月3日 | 民主党 | ハティ・W・キャラウェイ | 12 |
| 11 | ジョーゼフ・ロビンソン | 民主党 | 1913年3月4日 – 1937年7月14日 | 1930年再選 | 17 | 73    | 18 | 1932年再選 | 1931年11月13日 – 1945年1月3日 | 民主党 | ハティ・W・キャラウェイ | 12 |
| 11 | ジョーゼフ・ロビンソン | 民主党 | 1913年3月4日 – 1937年7月14日 | 1930年再選 | 17 | 74    | 18 | 1932年再選 | 1931年11月13日 – 1945年1月3日 | 民主党 | ハティ・W・キャラウェイ | 12 |
| 11 | ジョーゼフ・ロビンソン | 民主党 | 1913年3月4日 – 1937年7月14日 | 1936年再選 死去 | 18 | 75    | 18 | 1932年再選 | 1931年11月13日 – 1945年1月3日 | 民主党 | ハティ・W・キャラウェイ | 12 |
| 空席 | 空席 | 空席 | 1937年7月14日 – 1937年11月15日 | | 18 | 75    | 18 | 1932年再選 | 1931年11月13日 – 1945年1月3日 | 民主党 | ハティ・W・キャラウェイ | 12 |
| 12 | ジョン・E・ミラー | 民主党 | 1937年11月15日 – 1941年3月31日 | ロビンソンの任期を満了するため選出 地方裁判所判事就任のため辞職 | 18 | 75    | 18 | 1932年再選 | 1931年11月13日 – 1945年1月3日 | 民主党 | ハティ・W・キャラウェイ | 12 |
| 12 | ジョン・E・ミラー | 民主党 | 1937年11月15日 – 1941年3月31日 | ロビンソンの任期を満了するため選出 地方裁判所判事就任のため辞職 | 18 | 76    | 19 | 1938年再選 再指名に失敗 | 1931年11月13日 – 1945年1月3日 | 民主党 | ハティ・W・キャラウェイ | 12 |
| 12 | ジョン・E・ミラー | 民主党 | 1937年11月15日 – 1941年3月31日 | ロビンソンの任期を満了するため選出 地方裁判所判事就任のため辞職 | 18 | 77    | 19 | 1938年再選 再指名に失敗 | 1931年11月13日 – 1945年1月3日 | 民主党 | ハティ・W・キャラウェイ | 12 |
| 空席 | 空席 | 空席 | 1941年3月31日 – 1941年4月1日 | | 18 |       | 19 | 1938年再選 再指名に失敗 | 1931年11月13日 – 1945年1月3日 | 民主党 | ハティ・W・キャラウェイ | 12 |
| 13 | ジョージ・L・スペンサー | 民主党 | 1941年4月1日 – 1943年1月3日 | ミラーの任期を満了するため任命 引退 | 18 |       | 19 | 1938年再選 再指名に失敗 | 1931年11月13日 – 1945年1月3日 | 民主党 | ハティ・W・キャラウェイ | 12 |
| 14 | ジョン・マクレラン | 民主党 | 1943年1月3日 – 1977年11月28日 | 1942年選出 | 19 | 78    | 19 | 1938年再選 再指名に失敗 | 1931年11月13日 – 1945年1月3日 | 民主党 | ハティ・W・キャラウェイ | 12 |
| 14 | ジョン・マクレラン | 民主党 | 1943年1月3日 – 1977年11月28日 | 1942年選出 | 19 | 79    | 20 | 1944年選出 | 1945年1月3日 – 1974年12月31日 | 民主党 | J・ウィリアム・フルブライト | 13 |
| 14 | ジョン・マクレラン | 民主党 | 1943年1月3日 – 1977年11月28日 | 1942年選出 | 19 | 80    | 20 | 1944年選出 | 1945年1月3日 – 1974年12月31日 | 民主党 | J・ウィリアム・フルブライト | 13 |
| 14 | ジョン・マクレラン | 民主党 | 1943年1月3日 – 1977年11月28日 | 1948年再選 | 20 | 81    | 20 | 1944年選出 | 1945年1月3日 – 1974年12月31日 | 民主党 | J・ウィリアム・フルブライト | 13 |
| 14 | ジョン・マクレラン | 民主党 | 1943年1月3日 – 1977年11月28日 | 1948年再選 | 20 | 82    | 21 | 1950年再選 | 1945年1月3日 – 1974年12月31日 | 民主党 | J・ウィリアム・フルブライト | 13 |
| 14 | ジョン・マクレラン | 民主党 | 1943年1月3日 – 1977年11月28日 | 1948年再選 | 20 | 83    | 21 | 1950年再選 | 1945年1月3日 – 1974年12月31日 | 民主党 | J・ウィリアム・フルブライト | 13 |
| 14 | ジョン・マクレラン | 民主党 | 1943年1月3日 – 1977年11月28日 | 1954年再選 | 21 | 84    | 21 | 1950年再選 | 1945年1月3日 – 1974年12月31日 | 民主党 | J・ウィリアム・フルブライト | 13 |
| 14 | ジョン・マクレラン | 民主党 | 1943年1月3日 – 1977年11月28日 | 1954年再選 | 21 | 85    | 22 | 1956年再選 | 1945年1月3日 – 1974年12月31日 | 民主党 | J・ウィリアム・フルブライト | 13 |
| 14 | ジョン・マクレラン | 民主党 | 1943年1月3日 – 1977年11月28日 | 1954年再選 | 21 | 86    | 22 | 1956年再選 | 1945年1月3日 – 1974年12月31日 | 民主党 | J・ウィリアム・フルブライト | 13 |
| 14 | ジョン・マクレラン | 民主党 | 1943年1月3日 – 1977年11月28日 | 1960年再選 | 22 | 87    | 22 | 1956年再選 | 1945年1月3日 – 1974年12月31日 | 民主党 | J・ウィリアム・フルブライト | 13 |
| 14 | ジョン・マクレラン | 民主党 | 1943年1月3日 – 1977年11月28日 | 1960年再選 | 22 | 88    | 23 | 1962年再選 | 1945年1月3日 – 1974年12月31日 | 民主党 | J・ウィリアム・フルブライト | 13 |
| 14 | ジョン・マクレラン | 民主党 | 1943年1月3日 – 1977年11月28日 | 1960年再選 | 22 | 89    | 23 | 1962年再選 | 1945年1月3日 – 1974年12月31日 | 民主党 | J・ウィリアム・フルブライト | 13 |
| 14 | ジョン・マクレラン | 民主党 | 1943年1月3日 – 1977年11月28日 | 1966年再選 | 23 | 90    | 23 | 1962年再選 | 1945年1月3日 – 1974年12月31日 | 民主党 | J・ウィリアム・フルブライト | 13 |
| 14 | ジョン・マクレラン | 民主党 | 1943年1月3日 – 1977年11月28日 | 1966年再選 | 23 | 91    | 24 | 1968年再選 再指名に失敗後、辞職 | 1945年1月3日 – 1974年12月31日 | 民主党 | J・ウィリアム・フルブライト | 13 |
| 14 | ジョン・マクレラン | 民主党 | 1943年1月3日 – 1977年11月28日 | 1966年再選 | 23 | 92    | 24 | 1968年再選 再指名に失敗後、辞職 | 1945年1月3日 – 1974年12月31日 | 民主党 | J・ウィリアム・フルブライト | 13 |
| 14 | ジョン・マクレラン | 民主党 | 1943年1月3日 – 1977年11月28日 | 1972年再選 死去 | 24 | 93    | 24 | 1968年再選 再指名に失敗後、辞職 | 1945年1月3日 – 1974年12月31日 | 民主党 | J・ウィリアム・フルブライト | 13 |
| 14 | ジョン・マクレラン | 民主党 | 1943年1月3日 – 1977年11月28日 | 1972年再選 死去 | 24 | 93    | 24 | | 1974年12月31日 – 1975年1月3日 | 空席 | 空席 | 空席 |
| 14 | ジョン・マクレラン | 民主党 | 1943年1月3日 – 1977年11月28日 | 1972年再選 死去 | 24 | 94    | 25 | 1974年選出 | 1975年1月3日 – 1999年1月3日 | 民主党 | デイル・バンパーズ | 14 |
| 14 | ジョン・マクレラン | 民主党 | 1943年1月3日 – 1977年11月28日 | 1972年再選 死去 | 24 | 95    | 25 | 1974年選出 | 1975年1月3日 – 1999年1月3日 | 民主党 | デイル・バンパーズ | 14 |
| 空席 | 空席 | 空席 | 1977年11月28日 – 1977年12月10日 | | 24 |       | 25 | 1974年選出 | 1975年1月3日 – 1999年1月3日 | 民主党 | デイル・バンパーズ | 14 |
| 15 | カニースター・ホッジズ・ジュニア | 民主党 | 1977年12月10日 – 1979年1月3日 | マクレランの任期を満了するため任命 引退 | 24 |       | 25 | 1974年選出 | 1975年1月3日 – 1999年1月3日 | 民主党 | デイル・バンパーズ | 14 |
| 16 | デイヴィッド・H・プライアー | 民主党 | 1979年1月3日 – 1997年1月3日 | 1978年選出 | 25 | 96    | 25 | 1974年選出 | 1975年1月3日 – 1999年1月3日 | 民主党 | デイル・バンパーズ | 14 |
| 16 | デイヴィッド・H・プライアー | 民主党 | 1979年1月3日 – 1997年1月3日 | 1978年選出 | 25 | 97    | 26 | 1980年再選 | 1975年1月3日 – 1999年1月3日 | 民主党 | デイル・バンパーズ | 14 |
| 16 | デイヴィッド・H・プライアー | 民主党 | 1979年1月3日 – 1997年1月3日 | 1978年選出 | 25 | 98    | 26 | 1980年再選 | 1975年1月3日 – 1999年1月3日 | 民主党 | デイル・バンパーズ | 14 |
| 16 | デイヴィッド・H・プライアー | 民主党 | 1979年1月3日 – 1997年1月3日 | 1984年再選 | 26 | 99    | 26 | 1980年再選 | 1975年1月3日 – 1999年1月3日 | 民主党 | デイル・バンパーズ | 14 |
| 16 | デイヴィッド・H・プライアー | 民主党 | 1979年1月3日 – 1997年1月3日 | 1984年再選 | 26 | 100   | 27 | 1986年再選 | 1975年1月3日 – 1999年1月3日 | 民主党 | デイル・バンパーズ | 14 |
| 16 | デイヴィッド・H・プライアー | 民主党 | 1979年1月3日 – 1997年1月3日 | 1984年再選 | 26 | 101   | 27 | 1986年再選 | 1975年1月3日 – 1999年1月3日 | 民主党 | デイル・バンパーズ | 14 |
| 16 | デイヴィッド・H・プライアー | 民主党 | 1979年1月3日 – 1997年1月3日 | 1990年再選 引退 | 27 | 102   | 27 | 1986年再選 | 1975年1月3日 – 1999年1月3日 | 民主党 | デイル・バンパーズ | 14 |
| 16 | デイヴィッド・H・プライアー | 民主党 | 1979年1月3日 – 1997年1月3日 | 1990年再選 引退 | 27 | 103   | 28 | 1992年再選 引退 | 1975年1月3日 – 1999年1月3日 | 民主党 | デイル・バンパーズ | 14 |
| 16 | デイヴィッド・H・プライアー | 民主党 | 1979年1月3日 – 1997年1月3日 | 1990年再選 引退 | 27 | 104   | 28 | 1992年再選 引退 | 1975年1月3日 – 1999年1月3日 | 民主党 | デイル・バンパーズ | 14 |
| 17 | ティム・ハッチンソン | 共和党 | 1997年1月3日 – 2003年1月3日 | 1996年選出 再選に失敗 | 28 | 105   | 28 | 1992年再選 引退 | 1975年1月3日 – 1999年1月3日 | 民主党 | デイル・バンパーズ | 14 |
| 17 | ティム・ハッチンソン | 共和党 | 1997年1月3日 – 2003年1月3日 | 1996年選出 再選に失敗 | 28 | 106   | 29 | 1998年選出 | 1999年1月3日 – 2011年1月3日 | 民主党 | ブランチ・リンカーン | 15 |
| 17 | ティム・ハッチンソン | 共和党 | 1997年1月3日 – 2003年1月3日 | 1996年選出 再選に失敗 | 28 | 107   | 29 | 1998年選出 | 1999年1月3日 – 2011年1月3日 | 民主党 | ブランチ・リンカーン | 15 |
| 18 | マーク・プライアー | 民主党 | 2003年1月3日 – 2015年1月3日 | 2002年選出 | 29 | 108   | 29 | 1998年選出 | 1999年1月3日 – 2011年1月3日 | 民主党 | ブランチ・リンカーン | 15 |
| 18 | マーク・プライアー | 民主党 | 2003年1月3日 – 2015年1月3日 | 2002年選出 | 29 | 109   | 30 | 2004年再選 再選に失敗 | 1999年1月3日 – 2011年1月3日 | 民主党 | ブランチ・リンカーン | 15 |
| 18 | マーク・プライアー | 民主党 | 2003年1月3日 – 2015年1月3日 | 2002年選出 | 29 | 110   | 30 | 2004年再選 再選に失敗 | 1999年1月3日 – 2011年1月3日 | 民主党 | ブランチ・リンカーン | 15 |
| 18 | マーク・プライアー | 民主党 | 2003年1月3日 – 2015年1月3日 | 2008年再選 再選に失敗 | 30 | 111   | 30 | 2004年再選 再選に失敗 | 1999年1月3日 – 2011年1月3日 | 民主党 | ブランチ・リンカーン | 15 |
| 18 | マーク・プライアー | 民主党 | 2003年1月3日 – 2015年1月3日 | 2008年再選 再選に失敗 | 30 | 112   | 31 | 2010年選出 | 2011年1月3日 – 現職 | 共和党 | ジョン・ボーズマン | 16 |
| 18 | マーク・プライアー | 民主党 | 2003年1月3日 – 2015年1月3日 | 2008年再選 再選に失敗 | 30 | 113   | 31 | 2010年選出 | 2011年1月3日 – 現職 | 共和党 | ジョン・ボーズマン | 16 |
| 19 | トム・コットン | 共和党 | 2015年1月3日 – 現職 | 2014年選出 | 31 | 114   | 31 | 2010年選出 | 2011年1月3日 – 現職 | 共和党 | ジョン・ボーズマン | 16 |
| 19 | トム・コットン | 共和党 | 2015年1月3日 – 現職 | 2014年選出 | 31 | 115   | 39 | 2016年再選 | 2011年1月3日 – 現職 | 共和党 | ジョン・ボーズマン | 16 |
| 19 | トム・コットン | 共和党 | 2015年1月3日 – 現職 | 2014年選出 | 31 | 116   | 39 | 2016年再選 | 2011年1月3日 – 現職 | 共和党 | ジョン・ボーズマン | 16 |
| 19 | トム・コットン | 共和党 | 2015年1月3日 – 現職 | 2020年再選 | 32 | 117   | 39 | 2016年再選 | 2011年1月3日 – 現職 | 共和党 | ジョン・ボーズマン | 16 |
| 19 | トム・コットン | 共和党 | 2015年1月3日 – 現職 | 2020年再選 | 32 | 118   | 33 | 2022年改選予定 | 2022年改選予定 | 2022年改選予定 | 2022年改選予定 | 2022年改選予定 |
| 19 | トム・コットン | 共和党 | 2015年1月3日 – 現職 | 2020年再選 | 32 | 119   | 33 | 2022年改選予定 | 2022年改選予定 | 2022年改選予定 | 2022年改選予定 | 2022年改選予定 |
| 2026年改選予定 | 2026年改選予定 | 2026年改選予定 | 2026年改選予定 | 2026年改選予定 | 33 | 120   | 33 | 2022年改選予定 | 2022年改選予定 | 2022年改選予定 | 2022年改選予定 | 2022年改選予定 |
| # | 氏名 | 所属政党 | 在職期間 | 選挙歴 | 任 期 |       | 任 期 | 選挙歴 | 在職期間 | 所属政党 | 氏名 | # |
| 第2部 | 第2部 | 第2部 | 第2部 | 第2部 | 第2部 | 第3部 | 第3部 | 第3部 | 第3部 | 第3部 | 第3部 | |